# MK Airlines
MK Airlines was een Ghanese luchtvrachtmaatschappij met thuisbasis in Gatwick, Sussex, Groot-Brittannië. Vanuit diverse hubs, zoals de Internationale Luchthaven Oostende-Brugge, Kent International Airport, OR Tambo International Airport (Johannesburg) en Luxembourg-Findel International Airport, werden vrachtcharters uitgevoerd.

## Geschiedenis
MK Airlines werd opgericht in 1990 als MK Air Cargo d'Or door Michael Kruger. In 1994 werd gestopt met eigen vliegtuigen.In 1995 werd de maatschappij overgeplaatst naar Nigeria als MK Airlines en in 1996 keerde ze terug naar Ghana terwijl gevlogen wordt onder een Engelse luchtvaartlicentie.
Op 10 juni 2008 kwam MK Airlines in moeilijkheden door de hoge brandstofprijzen en moest tijdelijke alle operaties staken. Het bedrijf werd in Groot-Brittannië onder curatele geplaatst, maar behield zijn Brits Civil Aviation Authority Airport Operator Certificate.. De stichter Mike Kruger probeerde kapitaal te vergaren om de acht Boeing B747-200F te vervangen door andere vliegtuigen, nl. B747-400F, die minder verbruikten. Nadat er een akkoord bereikt werd met investeerders kon MK Airlines opnieuw vliegen vanaf midden juni 2008.
Op 9 april 2010 staakte MK Airlines haar activiteiten voor een onbepaalde tijd. Omdat er grote geldproblemen waren, leverde de luchtvaartmaatschappij haar Air operator's certificate 'vrijwillig' in.  Een tweetal vliegtuigen werd op de luchthaven van Oostende aan de grond gehouden. Diverse media melden ongeveer een maand later dat het doek waarschijnlijk definitief gevallen is voor MK airlines.
In oktober '10 werd MK Airlines door de rechtbank failliet verklaard en een "liquidator" aangesteld.

## Vloot
De vloot van MK Airlines bestond uit (april 2010):
- 10 Boeing B747-200F(SCD)
- 1 Douglas DC8-60